# Scorpio (genre)
Genre
Scorpio est un genre de scorpions de la famille des Scorpionidae.

## Distribution
Les espèces de ce genre se rencontrent dans le Nord de l'Afrique et au Moyen-Orient.

## Liste des espèces
Selon The Scorpion Files (26/02/2025) :
- Scorpio atakor Ythier, Sadine, Bengaid & Lourenço, 2024
- Scorpio atlasensis Khammassi, Harris & Sadine, 2023
- Scorpio birulai Fet, 1997
- Scorpio ennedi Lourenço, Duhem & Cloudsley-Thompson, 2012
- Scorpio fuliginosus (Pallary, 1928)
- Scorpio fuscus (Ehrenberg, 1829)
- Scorpio hesperus Birula, 1910
- Scorpio iznassen Ythier & Francois, 2023
- Scorpio jordanensis Afifeh, Yağmur, Al-Saraireh & Amr, 2024
- Scorpio karakurti Yağmur, 2024
- Scorpio kruglovi Birula, 1910
- Scorpio maurus Linnaeus, 1758
- Scorpio mogadorensis Birula, 1910
- Scorpio moulouya Ythier & Francois, 2023
- Scorpio niger Lourenço & Cloudsley-Thompson, 2012
- Scorpio occidentalis Werner, 1936
- Scorpio palmatus (Ehrenberg, 1828)
- Scorpio propinquus (Simon, 1872)
- Scorpio punicus Fet, 2000
- Scorpio savanicola Lourenço, 2009
- Scorpio sirnakensis Yağmur, 2024
- Scorpio sudanensis Lourenço & Cloudsley-Thompson, 2009
- Scorpio tassili Lourenço & Rossi, 2016
- Scorpio touili Ythier & Francois, 2023
- Scorpio trarasensis Bouisset & Larrouy, 1962
- Scorpio wahbehi Afifeh, Yağmur, Al-Saraireh & Amr, 2024
- Scorpio weidholzi Werner, 1929

## Systématique et taxinomie
Ce genre a été décrit par Linnaeus en 1758.
Très longtemps Scorpio maurus a été considérée comme la seule espèce de ce genre. Des études génétiques ont démontré l'existence de plusieurs espèces,.

## Galerie

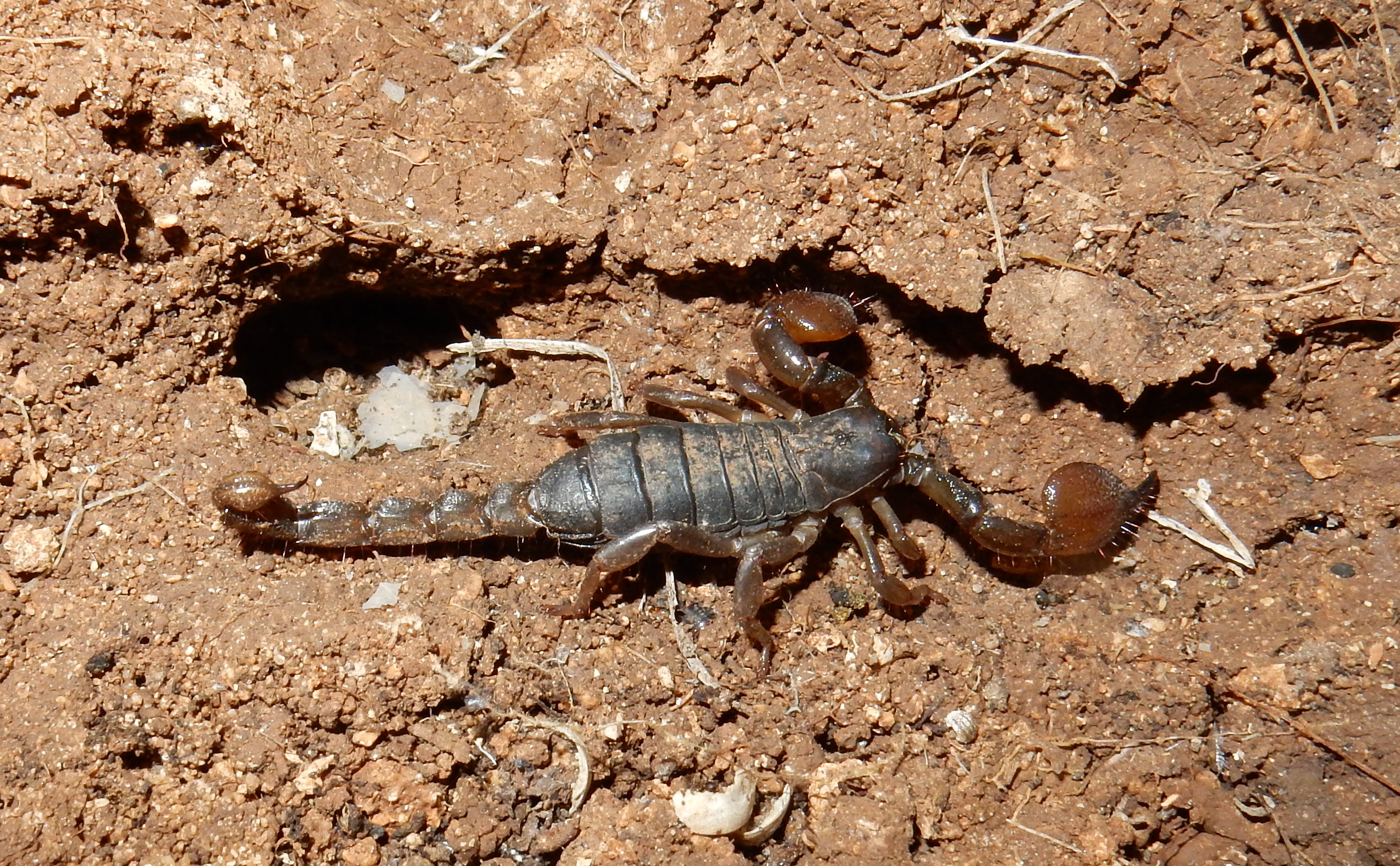
Scorpio fuscus
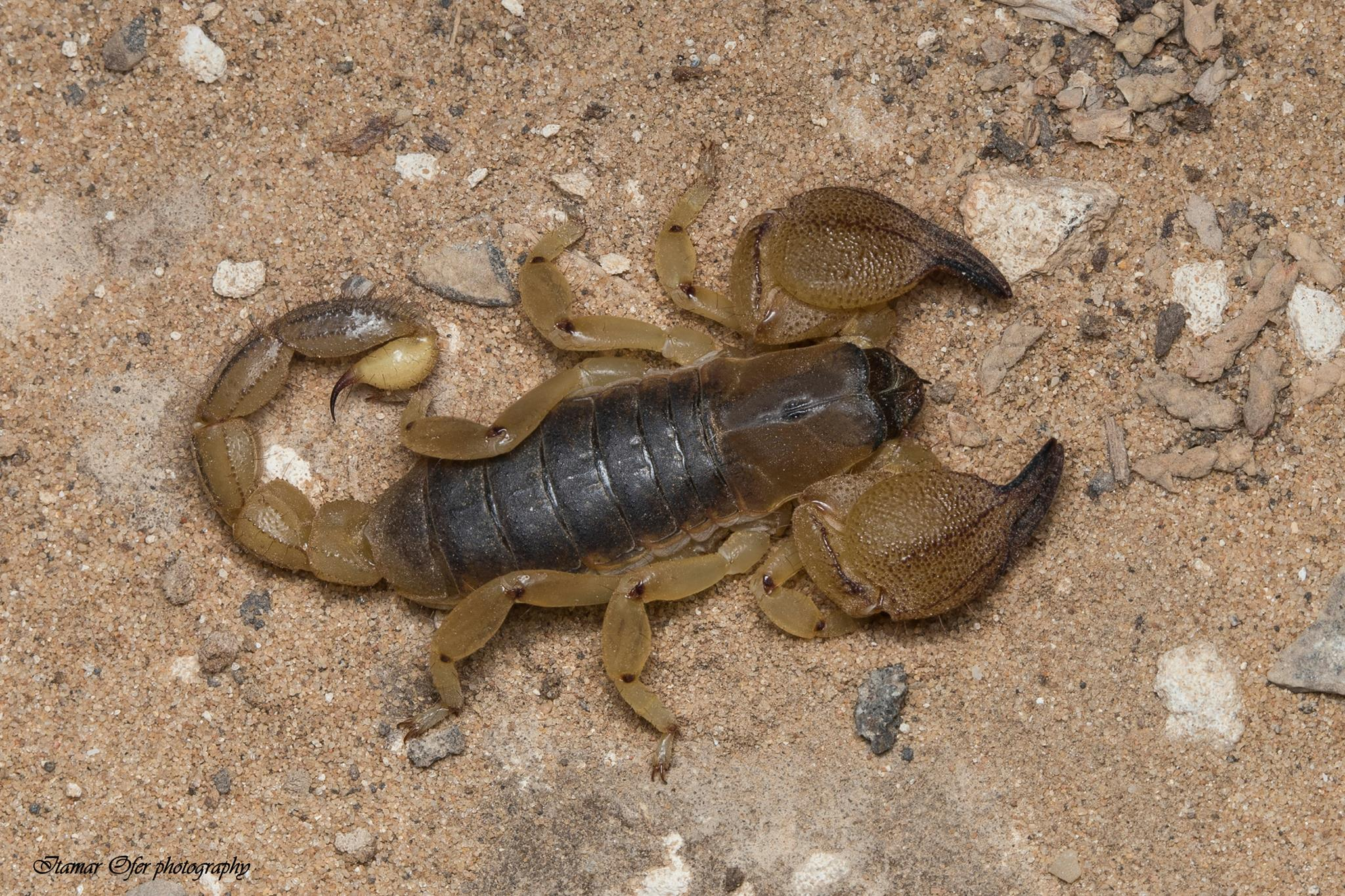
Scorpio maurus
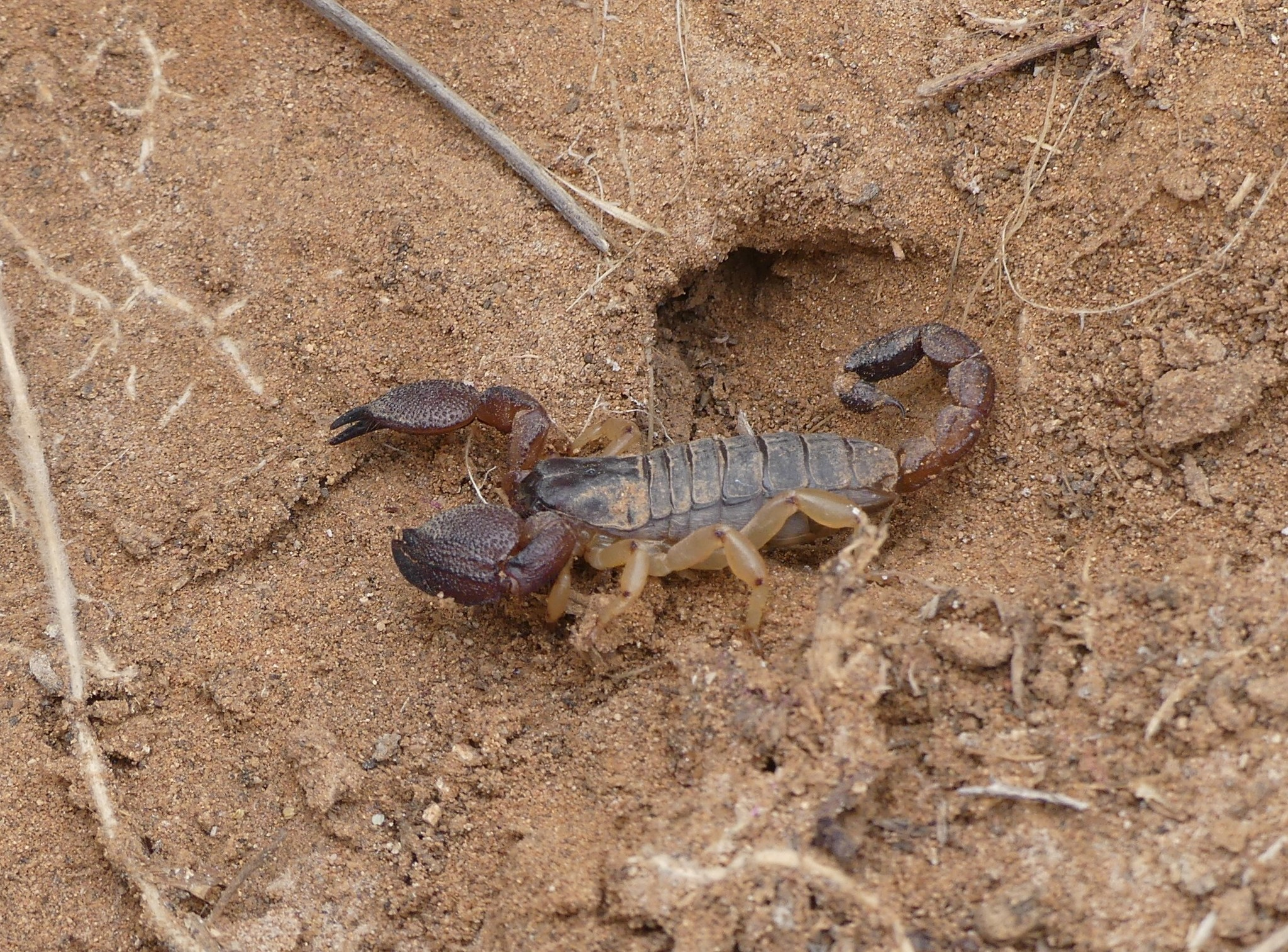
Scorpio mogadorensis
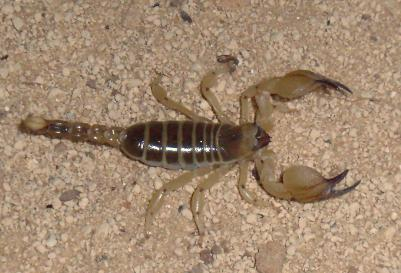
Scorpio palmatus
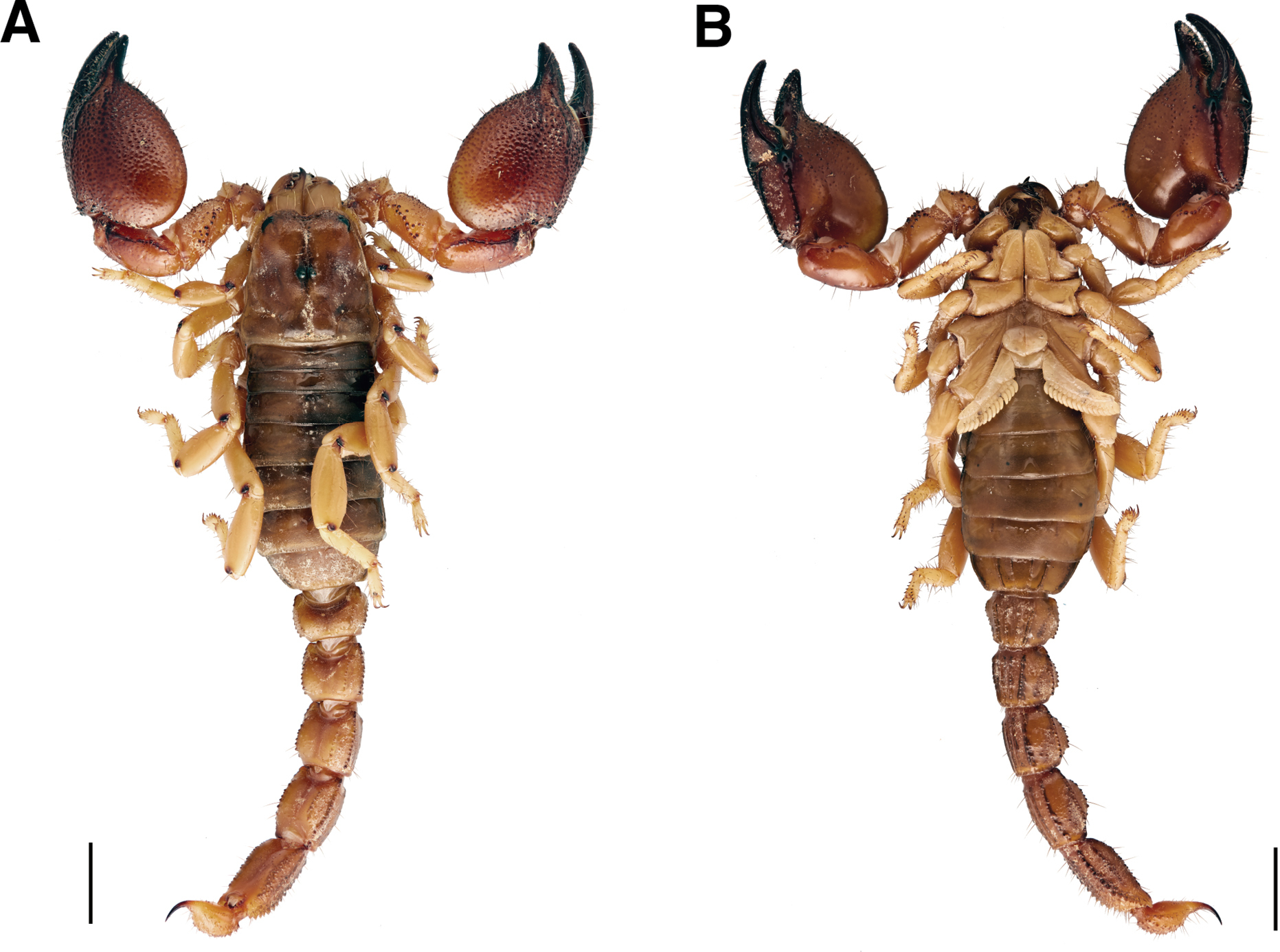
Scorpio occidentalis
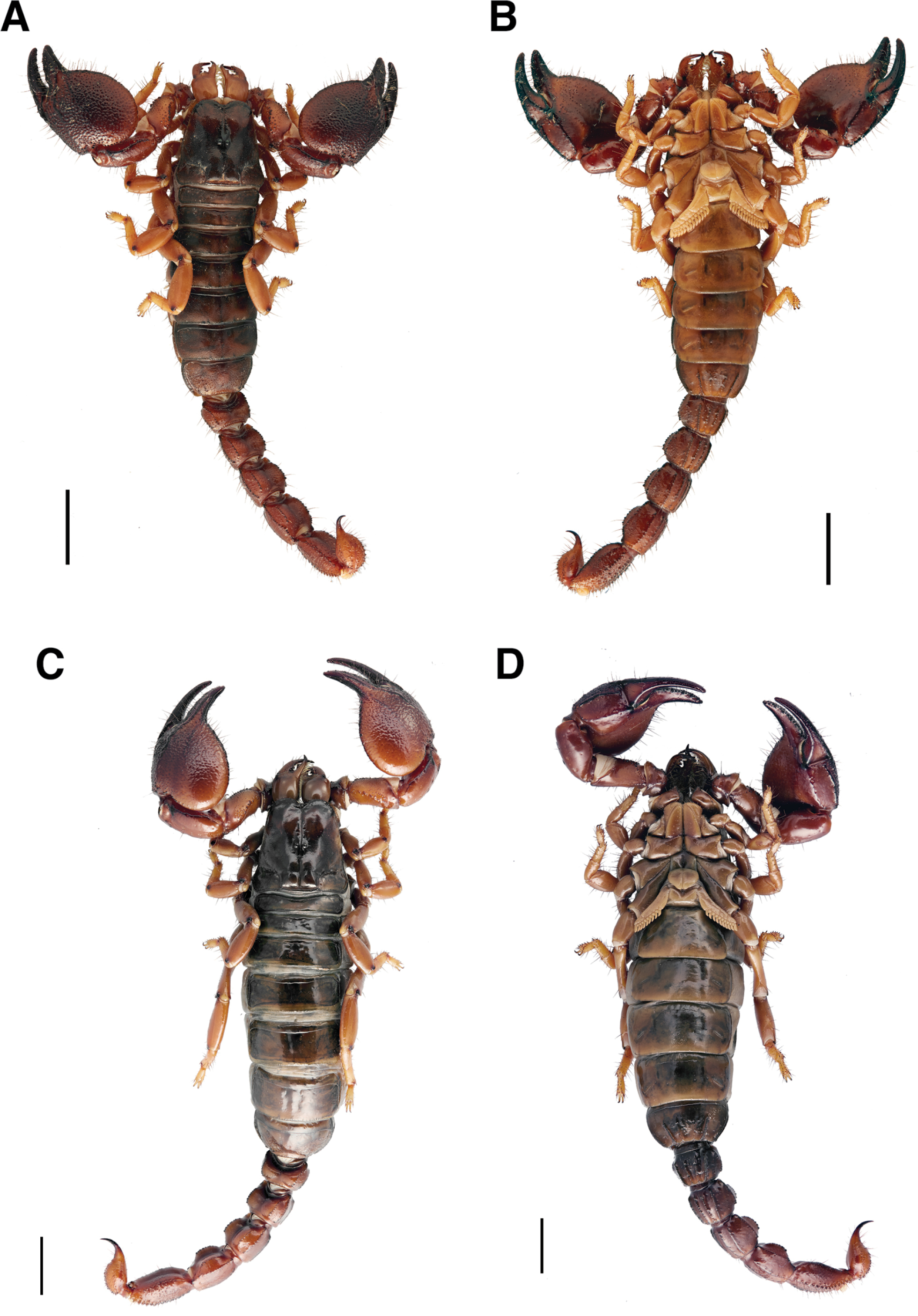
Scorpio savanicola

## Publication originale
- Linnaeus, 1758 : Systema naturae per regna tria naturae, secundum classes, ordines, genera, species, cum characteribus, differentiis, synonymis, locis, ed. 10 (texte intégral).